# Alvaro Bishaj
Alvaro Bishaj (født 2. oktober 1991 i Vlorë, Albanien) er en albansk fodboldspiller, som spiller for Korabi Peshkopi i Albanien. Han har før spillet for Flamurtari Vlorë. Bishaj spiller primært som central forsvar.